# Basketbal op de Middellandse Zeespelen 1979
Basketbal is een van de sporten die beoefend werden tijdens de Middellandse Zeespelen 1979 in Split, Joegoslavië. Er was enkel een mannentoernooi.

## Uitslagen
| Event  | Goud | Zilver | Brons |
| ------ | --- | --- | --- |
| Mannen | Griekenland Liverīs Andritsos Mīnas Gkekos Panagiōtīs Giannakīs Dīmītrīs Karatzoulidīs Giōrgos Kastrinakīs Manthos Katsoulīs Dīmītrīs Kokolakīs Takīs Korōnaios Vasilīs Paramandīs Kōstas Petropoulos Sōtīrīs Sakellariou Coach: Dick Dukeshire | Joegoslavië Stevan Gešoski Miodrag Marić Rajko Žižić Željko Poljak Damir Pavličević Mihovil Nakić Sabit Hadžić Andro Knego Ratko Radovanović Ivica Dukan Boban Petrović Mirza Delibašić | Egypte Mohamed Abdelrahman Zakaria Abou Zaid Mohamed Ahmed Tareq el-Sabbagh Hamdi el-Seoudi Mohamed el-Gohary Hanafy Essam Khaled Adel Moustafa Amin Shouman Mohamed Sayed Soliman Mohsen Medhat Warda |

## Medaillespiegel
| Plaats | Land        | Goud | Zilver | Brons | Totaal |
| 1      | Griekenland | 1    | 0      | 0     | 1      |
| 2      | Joegoslavië | 0    | 1      | 0     | 1      |
| 3      | Egypte      | 0    | 0      | 1     | 1      |
| Totaal | Totaal      | 1    | 1      | 1     | 3      |

1951 · 1955 · 1959 · 1963 · 1967 · 1971 · 1975 · 1979 · 1983 · 1987 · 1991 · 1993 · 1997 · 2001 · 2005 · 2009 · 2013 · 2018 · 2022
Atletiek · Basketbal · Boksen · Boogschieten · Gewichtheffen · Gymnastiek · Handbal · Hockey · Judo · Kanovaren · Paardensport · Roeien · Rugby · Schermen · Schietsport · Schoonspringen · Tafeltennis · Tennis · Voetbal · Volleybal · Waterpolo · Wielersport · Worstelen · Zeilen · Zwemmen